# 1993 NBA Draft
1993 NBA Draft – National Basketball Association Draft, który odbył się 30 czerwca 1993 w Auburn Hills w stanie Michigan.

## Legenda
Pogrubiona czcionka – wybór do All-NBA Team.
|  | - występ w NBA All-Star Game. |

Gwiazdka (*) – członkowie Basketball Hall of Fame.

## Runda pierwsza
| Nr | Zawodnik                | Narodowość        | Drużyna NBA                                  | College/Drużyna                             |
| -- | ----------------------- | ----------------- | -------------------------------------------- | ------------------------------------------- |
| 1  | Chris Webber (PF/C)     | Stany Zjednoczone | Orlando Magic (sprzedany do Golden State)    | University of Michigan                      |
| 2  | Shawn Bradley (C)       | Stany Zjednoczone | Philadelphia 76ers                           | Brigham Young University                    |
| 3  | Anfernee Hardaway (PG)  | Stany Zjednoczone | Golden State Warriors (sprzedany do Orlando) | University of Memphis                       |
| 4  | Jamal Mashburn (SF)     | Stany Zjednoczone | Dallas Mavericks                             | University of Kentucky                      |
| 5  | Isaiah Rider (SG)       | Stany Zjednoczone | Minnesota Timberwolves                       | University of Nevada                        |
| 6  | Calbert Cheaney (SG/SF) | Stany Zjednoczone | Washington Bullets                           | Indiana University Bloomington              |
| 7  | Bobby Hurley (PG)       | Stany Zjednoczone | Sacramento Kings                             | Duke University                             |
| 8  | Vin Baker (PF)          | Stany Zjednoczone | Milwaukee Bucks                              | University of Hartford                      |
| 9  | Rodney Rogers (PF)      | Stany Zjednoczone | Denver Nuggets                               | Wake Forest University                      |
| 10 | Lindsey Hunter (PG)     | Stany Zjednoczone | Detroit Pistons (z Miami)                    | Jackson State University                    |
| 11 | Allan Houston (SG)      | Stany Zjednoczone | Detroit Pistons                              | University of Tennessee                     |
| 12 | George Lynch (SF)       | Stany Zjednoczone | Los Angeles Lakers                           | University of North Carolina at Chapel Hill |
| 13 | Terry Dehere (SG)       | Stany Zjednoczone | Los Angeles Clippers                         | Seton Hall University                       |
| 14 | Scott Haskin (PF)       | Stany Zjednoczone | Indiana Pacers                               | Oregon State University                     |
| 15 | Doug Edwards (SF)       | Stany Zjednoczone | Atlanta Hawks                                | Florida State University                    |
| 16 | Rex Walters (SG)        | Stany Zjednoczone | New Jersey Nets                              | University of Kansas                        |
| 17 | Greg Graham (SG)        | Stany Zjednoczone | Charlotte Hornets                            | Indiana University Bloomington              |
| 18 | Luther Wright (C)       | Stany Zjednoczone | Utah Jazz                                    | Seton Hall University                       |
| 19 | Acie Earl (C)           | Stany Zjednoczone | Boston Celtics                               | University of Iowa                          |
| 20 | Scott Burrell (SF)      | Stany Zjednoczone | Charlotte Hornets (z San Antonio)            | University of Connecticut                   |
| 21 | James Robinson (SG)     | Stany Zjednoczone | Portland Trail Blazers                       | University of Alabama                       |
| 22 | Chris Mills (SF)        | Stany Zjednoczone | Cleveland Cavaliers                          | University of Arizona                       |
| 23 | Ervin Johnson (C)       | Stany Zjednoczone | Seattle SuperSonics                          | University of New Orleans                   |
| 24 | Sam Cassell (PG)        | Stany Zjednoczone | Houston Rockets                              | Florida State University                    |
| 25 | Corie Blount (PF)       | Stany Zjednoczone | Chicago Bulls                                | University of Cincinnati                    |
| 26 | Geert Hammink (C)       | Holandia          | Orlando Magic (z New York)                   | Louisiana State University                  |
| 27 | Malcolm Mackey (PF)     | Stany Zjednoczone | Phoenix Suns                                 | Georgia Institute of Technology             |

## Runda 2
| Nr | Zawodnik             | Narodowość        | Drużyna NBA            | College/Drużyna                      |
| -- | -------------------- | ----------------- | ---------------------- | ------------------------------------ |
| 28 | Lucious Harris (PG)  | Stany Zjednoczone | Dallas Mavericks       | Long Beach State University          |
| 29 | Sherron Mills (F/C)  | Stany Zjednoczone | Minnesota Timberwolves | Virginia Commonwealth University     |
| 30 | Gheorghe Mureșan (C) | Rumunia           | Washington Bullets     | EB Pau Orthez (Francja)              |
| 31 | Evers Burns (F)      | Stany Zjednoczone | Sacramento Kings       | University of Maryland, College Park |
| 32 | Alphonso Ford (SG)   | Stany Zjednoczone | Philadelphia 76ers     | Mississippi Valley State University  |
| 33 | Eric Riley (C)       | Stany Zjednoczone | Dallas Mavericks       | University of Michigan               |
| 34 | Darnell Mee (SG)     | Stany Zjednoczone | Golden State Warriors  | Western Kentucky University          |
| 35 | Ed Stokes (C)        | Stany Zjednoczone | Miami Heat             | University of Arizona                |
| 36 | John Best (F/C)      | Stany Zjednoczone | New Jersey Nets        | Tennessee Technological University   |
| 37 | Nick Van Exel (PG)   | Stany Zjednoczone | Los Angeles Lakers     | University of Cincinnati             |
| 38 | Conrad McRae (PF)    | Stany Zjednoczone | Washington Bullets     | Syracuse University                  |
| 39 | Thomas Hill (SG/SF)  | Stany Zjednoczone | Indiana Pacers         | Duke University                      |
| 40 | Rich Manning (C)     | Stany Zjednoczone | Atlanta Hawks          | University of Washington             |
| 41 | Anthony Reed (F)     | Stany Zjednoczone | Chicago Bulls          | Tulane University                    |
| 42 | Adonis Jordan (PG)   | Stany Zjednoczone | Seattle SuperSonics    | University of Kansas                 |
| 43 | Josh Grant (PF)      | Stany Zjednoczone | Denver Nuggets         | University of Utah                   |
| 44 | Alex Holcombe (C)    | Stany Zjednoczone | Sacramento Kings       | Baylor University                    |
| 45 | Bryon Russell (SF)   | Stany Zjednoczone | Utah Jazz              | Long Beach State University          |
| 46 | Richard Petruska (C) | Stany Zjednoczone | Houston Rockets        | UCLA                                 |
| 47 | Chris Whitney (PG)   | Stany Zjednoczone | San Antonio Spurs      | Clemson University                   |
| 48 | Kevin Thompson (C)   | Stany Zjednoczone | Portland Trail Blazers | North Carolina State University      |
| 49 | Mark Buford (C)      | Stany Zjednoczone | Phoenix Suns           | Mississippi Valley State University  |
| 50 | Marcelo Nicola (PF)  | Argentyna         | Houston Rockets        | Taugres (Hiszpania)                  |
| 51 | Spencer Dunkley (C)  | Anglia            | Indiana Pacers         | University of Delaware               |
| 52 | Mike Peplowski (C)   | Stany Zjednoczone | Sacramento Kings       | Michigan State University            |
| 53 | Leonard White (F)    | Stany Zjednoczone | Los Angeles Clippers   | Southern University                  |
| 54 | Byron Wilson (SG/SF) | Stany Zjednoczone | Phoenix Suns           | University of Utah                   |

Gracze spoza pierwszej rundy tego draftu, którzy wyróżnili się w czasie gry w NBA to:
- Bruce Bowen (SF), California State University, Fullerton
- Bo Outlaw (PF), University of Houston
- David Wesley (G), Baylor University
- Aaron Williams (PF/C), Xavier University (Cincinnati)